# عقلة الشحم
عقلة الشحم هي إحدى القرى الصغيرة بولاية تبسة تابعة لبلدية بئر العاتر وتبعد عنها بحوالي 20 كلم بنيت في السبعينات بأمر من الرئيس الراحل هواري بومدين للاستقرار الريفي عدد سكانها حوالي 200 إلى 300 ساكن وقد هجرها نصف سكانها في أوائل التسعينات بسبب النشاط الإرهابي في تلك الفترة ومعظم سكانها من عرش اللمامشة و أولاد نايل.